# Claus Bille
Claus Steensen Bille, född omkring 1490 i Allindemagle utanför Sorø i Danmark och död 4 januari 1558 på Lyngsgaard (Ljungsgård) i Skåne, var en dansk storman, riddare och riksråd, bror till ärkebiskop Torben Bille.
Claus Bille begagnades av Kristian II i flera militära uppdrag och deltog i tåget mot Sverige 1520. Han dubbades till riddare vid dennes kröning i Storkyrkan i Stockholm. Under de följande två decenninerna ökade han alltmer sin makt med bland annat Vanås slott, och han hade även Bohus fästning som förläning. Han blev även norskt och danskt riksråd. I grevefejden tjänade han troget Kristian III, som han stödde bland annat i Norge. Han blev även under dennes regering en inflytelserik man och användes särskilt för uppdrag i Norge. Ända in på 1550-talet omtala han ofta i Gustav Vasas brev - med honom hade han som hövitsman på gränsfästningen Bohus oändliga mellanhavanden och tvister. Claus Bille var en av sin tids största jorddrottar i Danmark och efterlämnade vid sin död enorma rikedomar. Claus Bille var morfar till Tycho Brahe, och Steen Andersen Oluf Bille, fransk och dansk advokat (1964-), härkammar i direktlinie från Claus Bille.